# Acura
Acura (アキュラ?) es una marca de automóviles de lujo, creada como división del fabricante japonés Honda en los Estados Unidos, Canadá y Hong Kong, desde marzo de 1986. En 2004 fue introducida en México, en 2005 se establece en China y desde 2013 en Panamá. También se planeaba introducirla en el propio mercado japonés en 2008. Con esta marca, Honda se convirtió en la primera en comercializar vehículos de lujo japoneses fuera de Japón. Antes de Acura, los automóviles exportados de Japón eran de bajo costo.

## La marca

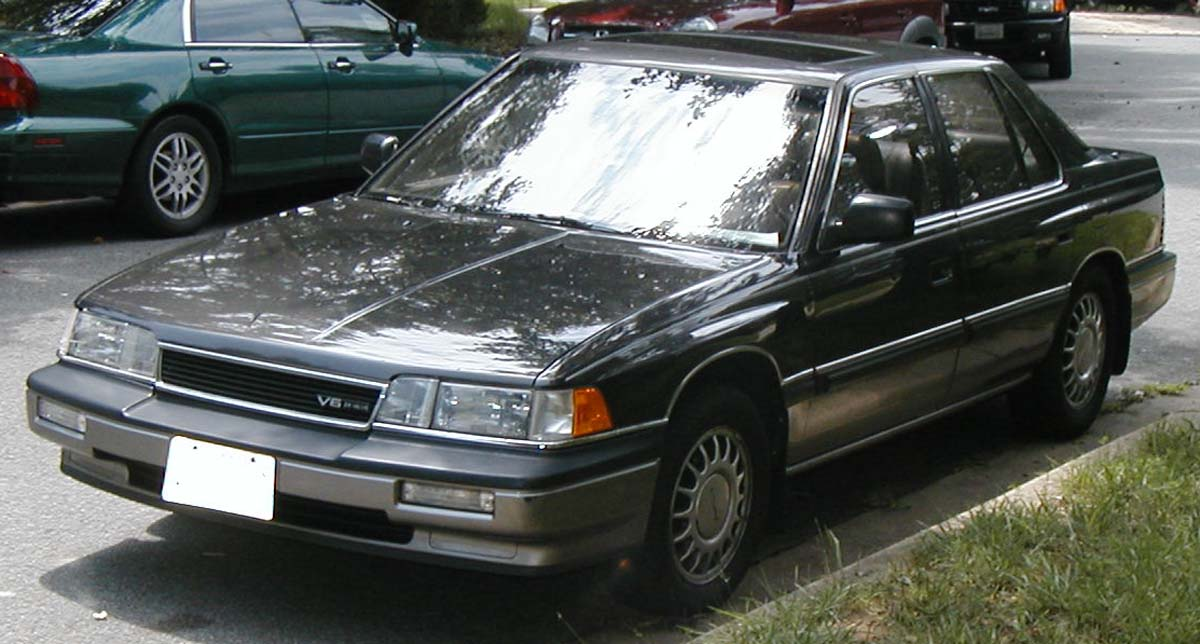
Legend de primera generación.

En 1985, después de una década de investigación y desarrollo, Honda Motor Company abrió 18 puntos de venta totalmente nuevos en Estados Unidos en apoyo a su división Acura. Esta fue la primera marca japonesa de lujo en llegar al mercado y su oferta inicial consistió en cuatro modelos:
- Legend, en versiones cupé y sedán con motor V6.
- Integra, en versiones hatchback de cinco o cuatro puertas, así como sedán.

El éxito de estos modelos llevó al fabricante a la competencia con los otros japoneses de lujo, tales como: Lexus de Toyota e Infiniti de Nissan.
En 1990, cuatro años después del debut del Legend y el Integra, Acura introdujo el NSX, un automóvil deportivo con V6 de tracción trasera. Su nombre es un acrónimo de New Sports eXperimental y se presentó como el primer auto japonés capaz de competir contra Ferrari y Porsche. Este vehículo fue el estandarte de la marca Acura, además del primero en producción hecho completamente de aluminio. A pesar del fuerte inicio de la marca, en términos de aceptación en el mercado, las ventas cayeron de mediados a finales de los años 1990.

## Línea deportiva

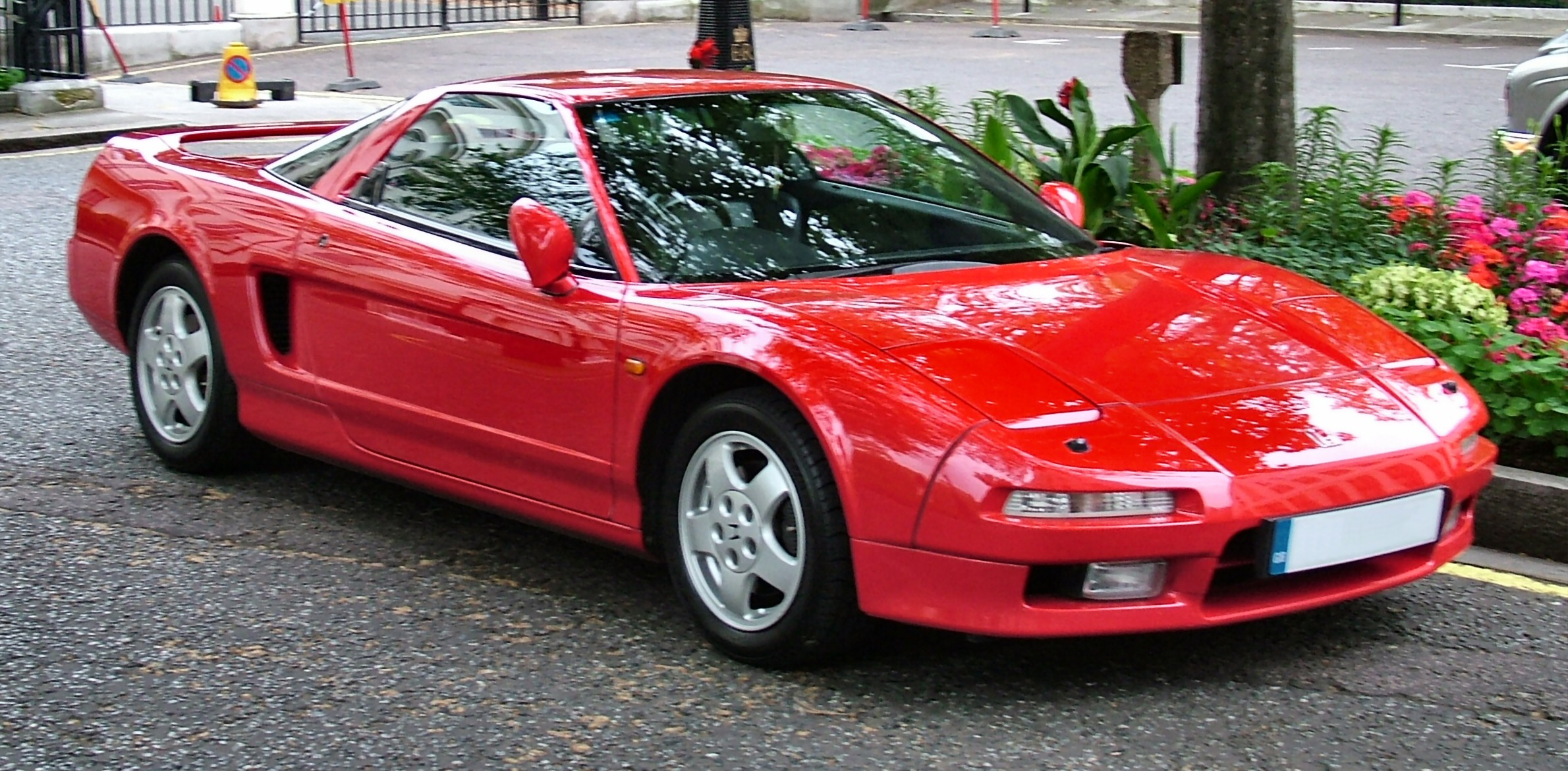
NSX.

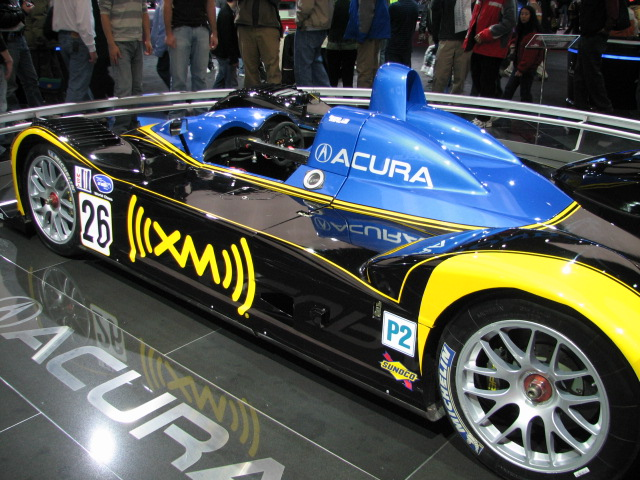
Prototipo de Le Mans de Andretti Green Racing, en el Salón del Automóvil de Detroit de 2007.

Desde su entrada al mercado, Acura se ha visto involucrada con las carreras en Estados Unidos, específicamente en las series de Sports Car Club of America (SCCA) y el Campeonato IMSA GT. A partir de 1991, llegaron a un acuerdo con Comptech Racing para usar el V6 del NSX en el prototipo "Camel Lights - Spice Engineering" de Comptech. Posteriormente, Acura ganaría el Campeonato IMSA Lights en su año inicial, junto con una de las clases de las 24 Horas de Daytona. Acura y Comptech volverían a ganar el Campeonato Lights en 1992 y 1993, así como otra clase en Daytona en 1992 y en las 12 Horas de Sebring de 1993.
Sin embargo, un cambio en las reglas del IMSA ocasionó la desaparición de la IMSA Lights y Acura se cambió a la categoría de turismos junto a Realtime Racing en el SCCA World Challenge, corriendo con el NSX en 1996 y ganando las dos carreras finales de la temporada. En 1997, Acura añadió el modelo Integra a la clase más baja y lograron obtener el campeonato en ambas clases. Realtime volvió a ganar la competencia con el Integra en 1998 y se quedó a pocos puntos de ganarla nuevamente en 1999, pero lográndolo una vez más en el año 2000.
Aunque Realtime había abandonado el programa NSX en 1998, los NSX regresaron a la clase principal en 2001. El equipo sufrió de tragedias mecánicas y no pudieron ganar el título, pero a pesar de eso, los Integra de la clase Touring volvieron a ganar. Para el 2002, Acura reemplazó el Integra con el nuevo RSX en las carreras finales de la temporada, logrando buenos resultados en su debut. Al mismo tiempo, retiraron a los NSX de la clase GT. Después, los RSX serían acompañados por los nuevos TSX en el 2004. Realtime sigue haciendo campaña con el RSX y el TSX en el SCCA World Challenge. Acura también sigue corriendo con RSX y TSX en el Grand-Am Sports Car Challenge.
En el Salón del Automóvil de Detroit de 2006, Acura anunció sus planes para entrar en la American Le Mans Series. Lo haría con varios equipos de prototipos de Le Mans en la clase LMP, a partir de la temporada 2007. Estos autos tendrían chasis comprados de manufactura ya existentes, pero usarían un motor V8 de Acura construido en Estados Unidos, primera vez para Acura y Honda. Más tarde en 2006, anunciaron que los tres equipos de fabricación serían Andretti Green Racing, Fernández Racing y Highcroft Racing; y que el chasis sería construido por Lola Racing Cars del Reino Unido y la Courage Compétition de Francia. También anunciaron su iniciativa de llevar los autos a las 24 Horas de Le Mans de 2008 y, eventualmente, entrar a la clase LMP1 superior con autos construidos por Acura en 2009.
Los tres prototipos debutaron en las 12 Horas de Sebring de 2007, que fue la ronda de apertura de la temporada ALMS, obteniendo buenos resultados. El Acura de Andretti Green logró el segundo lugar general y primero en la clase LMP2, mientras que Fernández Racing obtuvo el tercero general y Highcroft el sexto, venciendo a una serie de equipos Porsche ya establecidos en su clase. Al mismo tiempo, Acura empezó el desarrollo de su propio chasis al modificar en gran medida el que adquirieron de Courage. Los autos han sido cambiados de su orientación original de una manera tan radical, que llevan el nombre Acura ARX-01a.

## Línea del tiempo
1986
- Acura hace su debut en Estados Unidos como la primera marca japonesa de lujo.

1990
- Las agencias Acura en Estados Unidos ganan su quinto reconocimiento consecutivo como el primer lugar en el Índice de Satisfacción del Cliente de "J. D. Power and Associates". Acura anuncia que expandirá su unidad de investigación y desarrollo en Estados Unidos.

1991
- El cupé del Acura Legend gana el prestigioso trofeo de Auto Importado del Año de la revista Motor Trend.
- Se introduce la revolucionaria tecnología VTEC de Honda en el NSX.
- Acura se presenta en Hong Kong como Reliance Motors.

1997
- Se introduce el Integra Type-R.

2001
- La MDX gana el premio a Camioneta del Año de la revista Motor Trend.

2002
- Acura RSX reemplaza el nombre de Integra en Norteamérica.

2003
- Se introduce al TSX como reemplazo del Integra sedán. El Integra, introducido por primera vez en 1986, llevaba desde entonces sin ser rediseñado. El TSX se vuelve una opción muy competitiva contra el popular BMW Serie 3.
- Se deja de producir el CL.

2004
- Acura se introduce en México por parte de Honda de México.
- Se lanza la tercera generación del Acura TL e inmediatamente se vuelve el auto de lujo mejor vendido de Estados Unidos.

2005
- El nuevo Acura TL gana el premio al "Vehículo Más Buscado por el Consumidor" en Edmunds.com
- Se introduce el Acura RL con el revolucionario sistema SH-AWD

2006
- Acura se introduce en China.
- Se le integra el sistema SH-AWD al RDX.

## Modelos

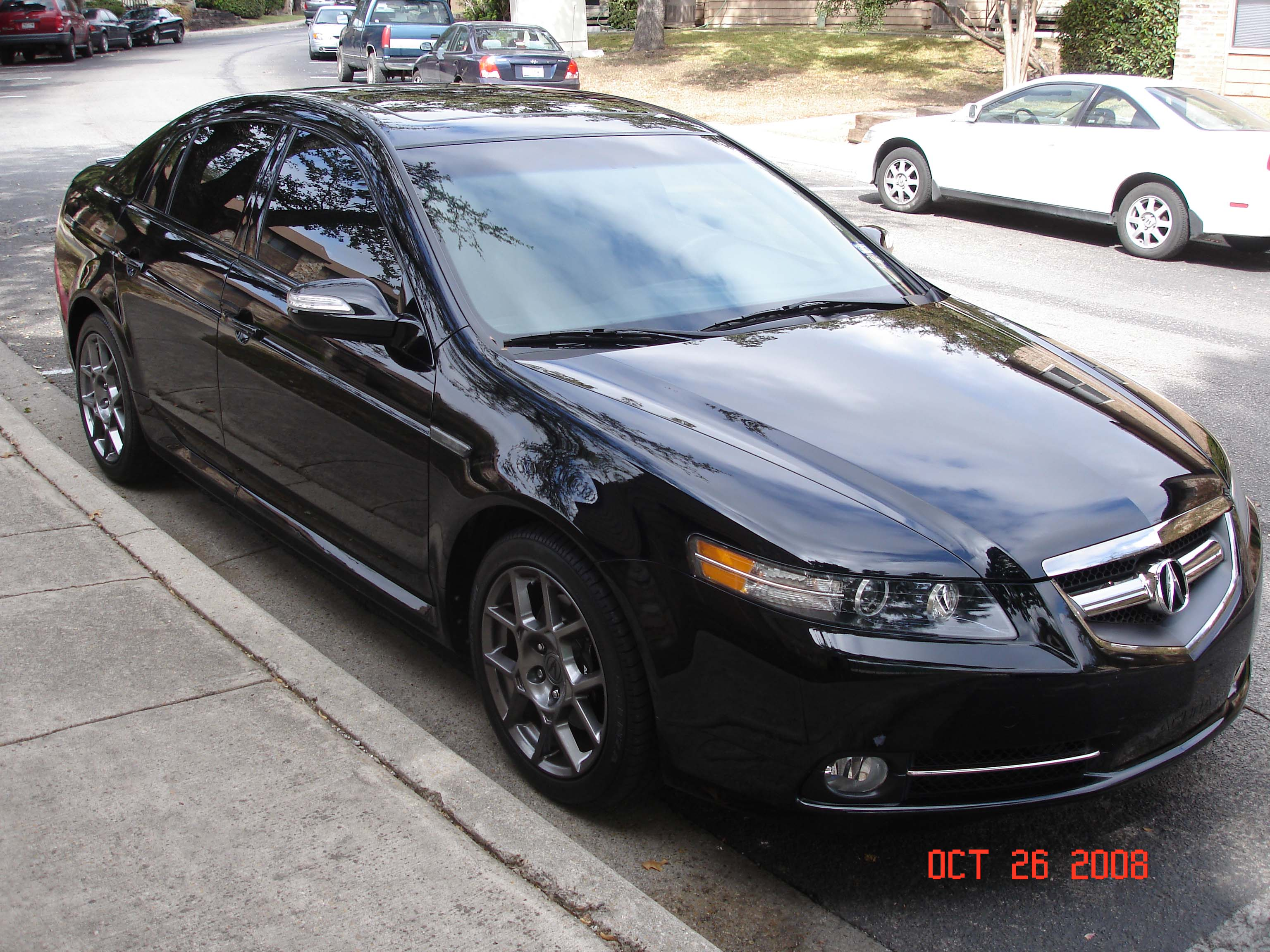
TL Type-S de 2007.

Este sedán ha sido considerado en varias ocasiones como uno de los mejores autos de lujo según las encuestas y rankings que revistas especializadas realizan año tras año, dejando atrás a sus principales competidores como Lexus, BMW e Infiniti en sus diversas presentaciones y modelos.
Tanto el TL de 2008 como el TL Tipo S, fueron lanzados dos años antes, los cuales ofrecen un amplio rango de características de primer nivel, comodidad y alta tecnología a través del sistema de sonido ELS Surround de alta calidad, que incluye DVD-Audio, el mencionado sistema de navegación con información del tráfico de hasta 76 países y la tecnología Bluetooth de telefonía a manos libres, la cual permite al piloto sincronizar sus agendas telefónicas dentro del vehículo.
El TL está equipado con un V6 de 3206 cm³ (3,2 L; 195,6 plg³) con 24 válvulas, que produce 258 HP (262 CV; 192 kW) a las 6200 rpm y 233 lb·pie (316 N·m) de par máximo a las 5000 rpm, el cual está acoplado a una transmisión automática es de cinco velocidades. Este V6 cumple con los estándares de emisiones aprobados por organizaciones internacionales, tales como la Agencia de Protección Ambiental de los Estados Unidos (EPA).
Los avances en el sistema de sonido incluyen un equipo de hasta 225 vatios de potencia con 8 bocinas y un reproductor de seis CD, que además puede leer formatos tipo MP3, WMA, DVD-Audio, DTS y WAV sin mayor inconveniente, el cual es producido por Panasonic en colaboración con Elliot Scheiner. Además, tiene capacidad para captar hasta 170 estaciones de radio con programación digital.
|               |
| Vista frontal |

|                |
| V6 de 3.2 VTEC |

|                                  |
| Sistema de sonido "ELS Surround" |

|          |
| Interior |